# わくちん
『わくちん』（WAKUCHIN）は、2007年4月から2008年3月29日まで札幌テレビが月曜 - 木曜 24:29 - 24:59と土曜 24:55 - 25:25に設けていた深夜番組ゾーンの名称。
2008年3月をもって土曜深夜の『なまおん』が終了し、同時にこの枠も固有名称を消失。月曜深夜から木曜深夜に放送の4番組はその後も続いたが、2012年3月をもって全番組が終了し、新番組『マハトマパンチ』および『ジョシスタ』に統合された。枠のキャラクターだった「わくちん」は、引き続き2011年まで『ブギウギ専務』に登場していた。そして現在、どさんこワイド179のおすすめ番組紹介に不定期に登場している。

## 番組ラインナップ
- 月曜 ぞっこん!スポーツ（MC：岡崎和久、寺田あやこ） - 『Dスポーツ』（どさんこスポーツ）のリニューアル版。
- 火曜 シアターS （MC：黒岩孝康、鈴木亜紀） - 『ピュアシネマ』のリニューアル版。
- 水曜 ブギウギ専務（MC：上杉周大）
- 木曜 What's New?+Cute （MC：宮田愛子）
- 土曜 なまおん（MC：吉川典雄）